# Pays de Bray

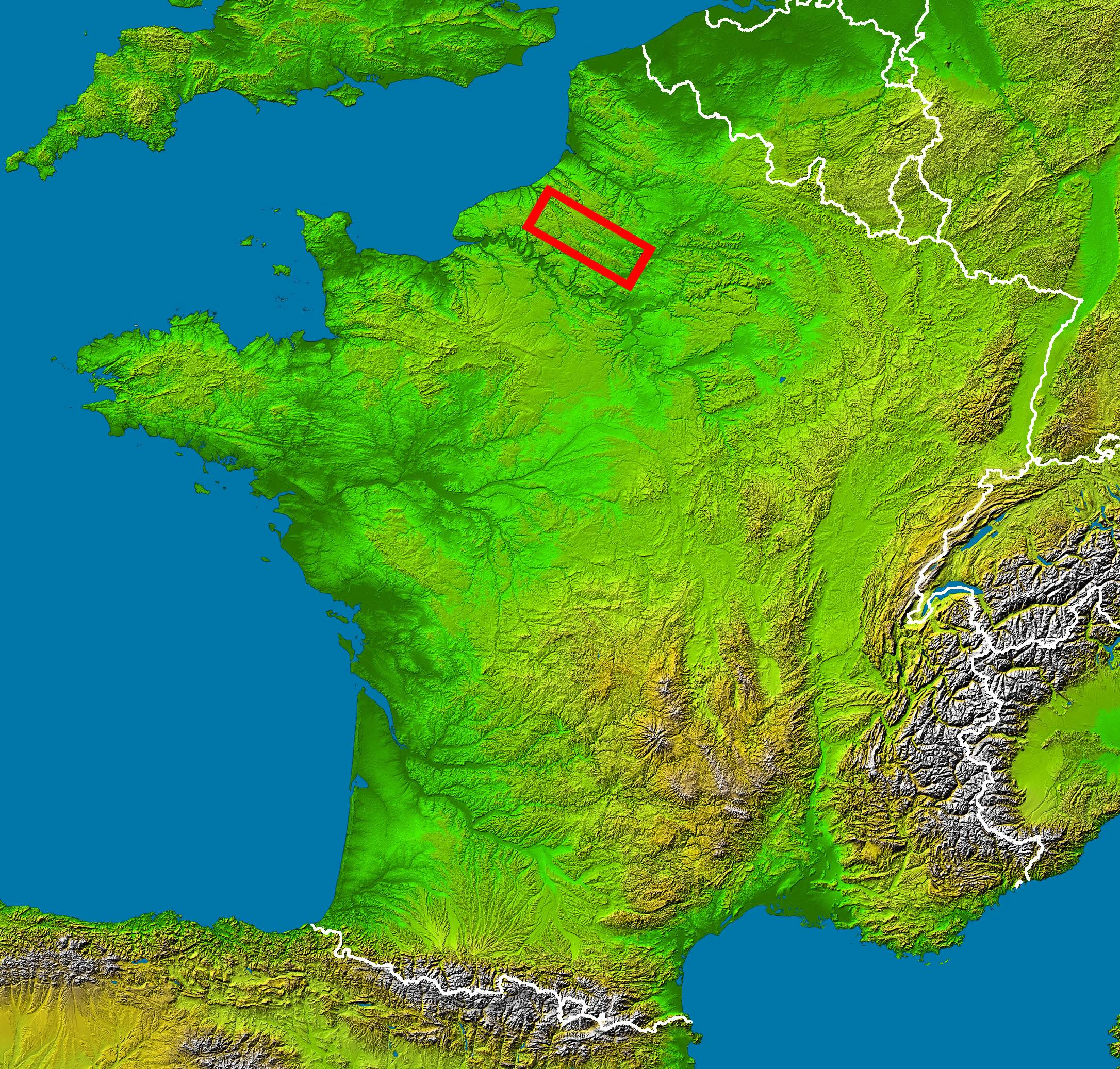
El mapa de França, a on se situa el Pays de Bray.

Pays de Bray (en català País de Bray) és una regió natural situada al nord-oest de França. És una regió petita d'uns 750 km². Està situada al nord-est de Rouen. Està situada entre el departaments francesos del Sena Marítim (a la regió de Normandia) i el departament de l'Oise (a la regió dels Alts de França).
És una regió natural que es distingeix per la petita erosió anticlinal que es produeix al llarg de la Falla de Bray.

## Principals ciutats
Les principals ciutats del Pays de Bray són:
- Neufchâtel-en-Bray
- Forges-les-Eaux
- Gournay-en-Bray

## Productes de la regió
- Formatge Neufchâtel, formatge típic del Pays de Bray, elaborat en llet de vaca. La forma emblemàtica del formatge Neufchâtel és de cor. Es beneficia de l'appellation d'origine contrôlée des de 1969.
- Petit-suisse es produeix a tota la regió de Normandia. Però el pays de Bray, concretament al poble de Ferrières-en-Bray, va ser inventat a la dècada de 1850 el petit-suisse, que va fer famosa l'empresa Gervais (el fundador en fou Charles Gervais Brayer) i més endavant es va convertir en la companyia Danone.